# 暴太郎戦隊ドンブラザーズVSゼンカイジャー
- スーパー戦隊シリーズ
  - 暴太郎戦隊ドンブラザーズ > 暴太郎戦隊ドンブラザーズVSゼンカイジャー
  - 機界戦隊ゼンカイジャー > 暴太郎戦隊ドンブラザーズVSゼンカイジャー

『暴太郎戦隊ドンブラザーズVSゼンカイジャー』（あばたろうせんたいドンブラザーズたいゼンカイジャー）は、2023年9月27日に発売のオリジナルビデオ作品。60分。

## 概要
特撮テレビドラマスーパー戦隊シリーズの『暴太郎戦隊ドンブラザーズ』と『機界戦隊ゼンカイジャー』のクロスオーバー作品で、東映Vシネマのレーベル「Vシネクスト」よりリリースされるVSシリーズ第29弾。映像ソフトとしてのリリースに先駆け、2023年5月3日には劇場公開も行われた。
「ゼンカイジャー編」「ドンブラザーズ編」「VS編」の3部構成で、時系列としてはドンブラザーズ側はテレビシリーズ最終回から1年後の後日譚であり、ゼンカイジャー側もテレビシリーズ最終回の後日譚である。
監督は『ドンブラザーズ』『ゼンカイジャー』を担当した渡辺勝也、脚本は『ドンブラザーズ』『ゼンカイジャー』のメインライターを務めた井上敏樹と香村純子が共同で担当する。
映像ソフトは通常版のほかに、「ビクトリースーパーギア」と「DXドンゼンカイブレード」が付属した初回限定生産のスペシャル版が発売される。

## 制作
プロデューサーの白倉伸一郎の提案で、『仮面ライダー×仮面ライダー W&ディケイド MOVIE大戦2010』のような3部構成となった。白倉が2戦隊の共演パートの基を書き、脚本の井上敏樹と香村純子がそれぞれのキャラクターの台詞回しを直す形を取り、全体の原稿が長かったため、それを白倉が削ったものが決定稿となった。
喫茶どんぶらのセットでの撮影を終えた後、セットを飾り変えて駄菓子屋カラフルのセットでの撮影が行われた。『ドンブラザーズ』テレビシリーズにも登場した真一の塾、スイーツ屋、ジロウの豪邸が登場するが、いずれもジロウが買い取った設定となっている。『ゼンカイジャー』テレビシリーズに登場した寺乃町の商店街にあるふるさと公民館のプレートは既に破棄されていたことから、新規造形された。
監督の渡辺勝也は、二人の介人については別人扱いとして撮影したが、未来の介人か別次元の介人なのかなど詳細の設定は不明としている。
はるかの「あれから一年…」という台詞から、テレビシリーズの最終話から1年後の5月という設定だが、ゼンカイジャーとの詳細の繋がりの設定は考えず、ドンブラザーズの登場人物は柏餅中毒にはなっておらず、全く異なる物語が始まるものとなっている。

## あらすじ
並行世界を巡る旅を続けていた五色田介人たちゼンカイジャーはゼンカイトピアに久しぶりに帰ってくるが、世界海賊のゾックス・ゴールドツイカーが「柏餅王」として君臨し、世界を支配していた。介人たちは元凶であるカシワモチワルドを倒すため、キカイトピアのステイシーに相談して、ある作戦に着手する。
一方、桃井タロウが記憶を失くし、ドンブラザーズを去ってから1年が経過し、桃谷ジロウをリーダーとして新たに生まれ変わったドンブラザーズのお供たちはみな充実した人生を送っていた。そんなある時、タロウの記憶が戻り、ジロウと再会するが、お供たちとは縁が切れ、さらにはドンブラザーズを脱退しようとしていた。さらにソノイもジロウと対立したことから、ドンブラザーズを追われていた。
2つの世界で起こった事件が結び、2つの戦隊が出会うが、それぞれの敵であったカシワモチワルドと機界鬼は互いの力を注入しあうことでキカイカシワモチワルドとカシワモチ機界鬼となる。そこにどんぶらのマスターであった介人までもが現れる。

## 登場人物
機界鬼
大野稔が母親を失ったことで解放されたタロウを倒したいという欲望によって変貌したヒトツ鬼。その力は王様鬼をも凌駕し、ドンモモタロウを圧倒した。
- ゼンカイジャーがモチーフであることから、モチーフに歯車を多用しているが、未来鬼で歯車を使っていたため、縦に歯車を配して「歯」の方をメインで見せている。ガトリング銃やカラーリングなどは普段のヒトツ鬼よりもゼンカイザーの要素をストレートに盛り込んでいる。

カシワモチ機界鬼
カシワモチワルドの柏餅パワーを注入されたことで強化態へと変化した機界鬼。

カシワモチワルド
Dr.イオカルによって作られたトジテンドのカシワモチワルドとは異なるワルド。だが、前のカシワモチワルドとは人々を柏餅中毒にさせるなど基本的に何も変わっていない。

キカイカシワモチワルド
機界鬼のパワーを注入されたことで強化態へと変化したカシワモチワルド。

看護師
ジロウの幼なじみとして作られた幻のルミちゃんに似た看護師で、ジロウが入院した病院に勤めている。

## 本作品オリジナルの戦力
ビクトリースーパーギア
介人（ドンブラザーズ）がタロウに渡したセンタイギア。
ドンゼンカイブレード
ビクトリースーパーギアから生み出した剣。必殺技はドンゼンカイモモタロウとゴールドンゼンカイザーがV字の閃光を飛ばすビクトリー・スーパーフィニッシュ。
- ザングラソードの色替え。
- 撮影用プロップは一本しかないが、カット割りで2本に見せている。

ドンゼンカイモモタロウ
ドンモモタロウがドンゼンカイブレードで強化変身した強化形態。
- 白倉は『VS』は「基本、エールの交換」ということを言っていたことから、「46」を頭に付け、ゼンカイザーのアーマーを装着しているが、アーマーを着けただけでは少し弱いため、マントを付けて対称になるようにしている。

ゴールドンゼンカイザー
ゼンカイザーがドンゼンカイブレードで強化変身した強化形態。
- 白倉は『VS』は「基本、エールの交換」ということを言っていたことから、桃を頭に付け、ドンモモタロウのアーマーを装着している。

## キャスト
- 五色田介人 / ゼンカイザー - 駒木根葵汰[5]
- ゾックス・ゴールドツイカー / ツーカイザー - 増子敦貴[5]
- ステイシー - 世古口凌[5]
- フリント・ゴールドツイカー - 森日菜美[5]
- 五色田功 - 川岡大次郎[5]
- 五色田美都子 - 甲斐まり恵[5]
- スーさん - 喜多川2tom
- カシワモチ党員 - 米岡孝弘
- 五色田ヤツデ - 榊原郁恵[5]
- 桃井タロウ / ドンモモタロウ - 樋口幸平[5]
- 猿原真一 / サルブラザー - 別府由来[5]
- 鬼頭はるか / オニシスター - 志田こはく[5]
- 犬塚翼 / イヌブラザー - 柊太朗[5]
- 雉野つよし / キジブラザー - 鈴木浩文[5]
- 桃谷ジロウ / ドンドラゴクウ - 石川雷蔵[5]
- ソノイ - 富永勇也[5]
- ソノニ - 宮崎あみさ[5]
- ソノザ - タカハシシンノスケ[5]
- 五色田介人 - 駒木根葵汰
- 夏美 - 新田桃子
- 看護師 - 朝乃あかり
- 大野稔 - 榊原卓士
- 大野の母 - 水野千春
- 山田（部長） - 滝晃太朗
- 編集者 - 相馬理、木原健人、鈴木大介
- 天女 - 渡辺望、井田彩花、加藤萌朝
- 朝田刑輔[12][注釈 4] - 高田将司

### 声の出演
- ジュラン / ゼンカイジュラン - 浅沼晋太郎[5]
- ガオーン / ゼンカイガオーン - 梶裕貴[5]
- マジーヌ / ゼンカイマジーヌ - 宮本侑芽[5]
- ブルーン / ゼンカイブルーン - 佐藤拓也[5]
- セッちゃん - 福圓美里[5]
- カッタナー - 鈴木崚汰[5]
- リッキー - 松田颯水[5]
- カシワモチワルド - 阿部敦[5]
- ドンムラサメ - 村瀬歩[5]
- マザー - 能登麻美子[5]

### スーツアクター
劇場パンフレットより。
- ゼンカイザー[12][6]、キジブラザー[12] - 高田将司
- サルブラザー[13] - 竹内康博
- 下園愛弓
- ガオーン[14] - 蔦宗正人
- 井口尚哉
- 大林勝
- 米岡孝弘
- 神尾直子
- 伊藤茂騎
- ステイシーザー[15] - 神前元
- 塚越靖誠
- 縄田雄哉
- 齊藤謙也
- 蜂須賀祐一
- 森博嗣
- 清家利一
- 草野伸介
- 五十嵐睦美
- 橋本恵子
- 田畑渚
- 岡田ひかる
- 村岡弘之
- 今井靖彦
- 寺本翔悟
- 藤田洋平
- 尾野透雅[注釈 5]
- 三上真司
- 上平田結花
- 三村幸司
- 杉森菜摘
- 林本奈々
- 坂梨由芽
- 安川蘭
- 松岡凛
- 光永ヒロト
- 手塚陸斗
- 伊藤壮佑
- 鈴木心
- 渡辺実
- 杉森功明
- 佐々木勇人
- 中村拓磨
- 高木英一
- 石井靖見
- 菅野聖
- 小澤日向
- 大塚優希
- 酒井菜々子
- 松本直也
- 大内田将樹
- 坂井良平
- 和田三四郎
- 原隆太
- 松岡航平
- 古屋貴士
- 中川和貴
- 佐伯啓
- 寺田涼夏
- 久松宥希
- 本田光騎
- 熊本敬介

## スタッフ
- 原作 - 八手三郎[3]
- Special Thanks - 石ノ森章太郎[3]
- 脚本 - 井上敏樹、香村純子[出典 1]
- 音楽 - 山下康介、渡辺宙明、大石憲一郎
- 撮影 - 相葉実
- 照明 - 柴田守
- 美術 - 岡村匡一
- 録音 - 佐藤公章
- 編集 - 若松広大
- スクリプター - 高山秀子
- 助監督 - 谷本健晋（B.O.S Entertainment）
- 制作担当 - 持田一政
- ラインプロデューサー - 伊場野高嗣、佐々木幸司
- 製作プロダクション - 東映テレビ・プロダクション
- 製作 - 東映ビデオ、東映エージエンシー、バンダイ、東映
- 委員会スタッフ - 石井悠吾（東映ビデオ）、清水啓司（東映エージエンシー）、古澤圭亮・大矢陽久・廣瀬剛・南中光葉（バンダイ）
- エグゼクティブプロデューサー - 加藤和夫（東映ビデオ）
- プロデューサー - 山田真行（東映ビデオ）、白倉伸一郎（東映）、矢田晃一（東映エージエンシー）[3]
- アクション監督 - 福沢博文[5][3]
- 監督 - 渡辺勝也[出典 1]

## 音楽
「俺こそオンリーワン」
作詩 - 及川眠子 / 作曲・編曲 - フワリ / 歌 - MORISAKI WIN
「Don't Boo!ドンブラザーズ」
作詩 - 渡部紫緒 / 作曲・編曲 - 坂部剛 / 歌 - MORISAKI WIN
「全力全開！ゼンカイジャー」
作詩 - マイクスギヤマ / 作曲・編曲 - 園田健太郎 / 歌 - つるの剛士 / コーラス - ことのみ児童合唱団
このほかに、カラオケボックスのシーンでは、「アバターパーティー！ドンブラザーズ！」が使用されている。

## 映像ソフト化
Blu-ray / DVDでリリース。
- 暴太郎戦隊ドンブラザーズVSゼンカイジャー 劇場先行販売版（DVD1枚組、2023年5月3日に上映劇場にて数量限定で発売）
  - 映像特典
    - PR集
- 暴太郎戦隊ドンブラザーズVSゼンカイジャー DVD通常版（1枚組、2023年9月27日発売）
  - 映像特典
    - PR集
- 暴太郎戦隊ドンブラザーズVSゼンカイジャー Blu-ray通常版（1枚組、2023年9月27日発売）
  - 音声特典
    - オーディオコメンタリー（樋口幸平×石川雷蔵×駒木根葵汰×富永勇也）

  - 映像特典
    - メイキング
    - SNS用PR動画集
    - 最速上映舞台挨拶
    - PR集
    - ドンデータファイル
    - ポスターギャラリー
- 【初回生産限定】暴太郎戦隊ドンブラザーズVSゼンカイジャー スペシャル版（1枚組、2023年9月27日発売）
  - セット内容
    - 暴太郎戦隊ドンブラザーズVSゼンカイジャー（通常版と共通）
    - DXドンゼンカイブレード&ビクトリースーパーギア
    - スペシャルフォトブック（A4サイズ・36P）